# Club nautique Arenys de Mar
Le Club nautique de Arenys de Mar (CNAM) est un club nautique situé dans la Ville d'Arenys de Mar, de la région du Maresme, province de Barcelone. Il a été fondé en 1952, en étant le quatrième club nautique plus ancien de la Catalogne, et le plus ancien de l'Espagne non situé dans une capitale de province.

## Caractéristiques

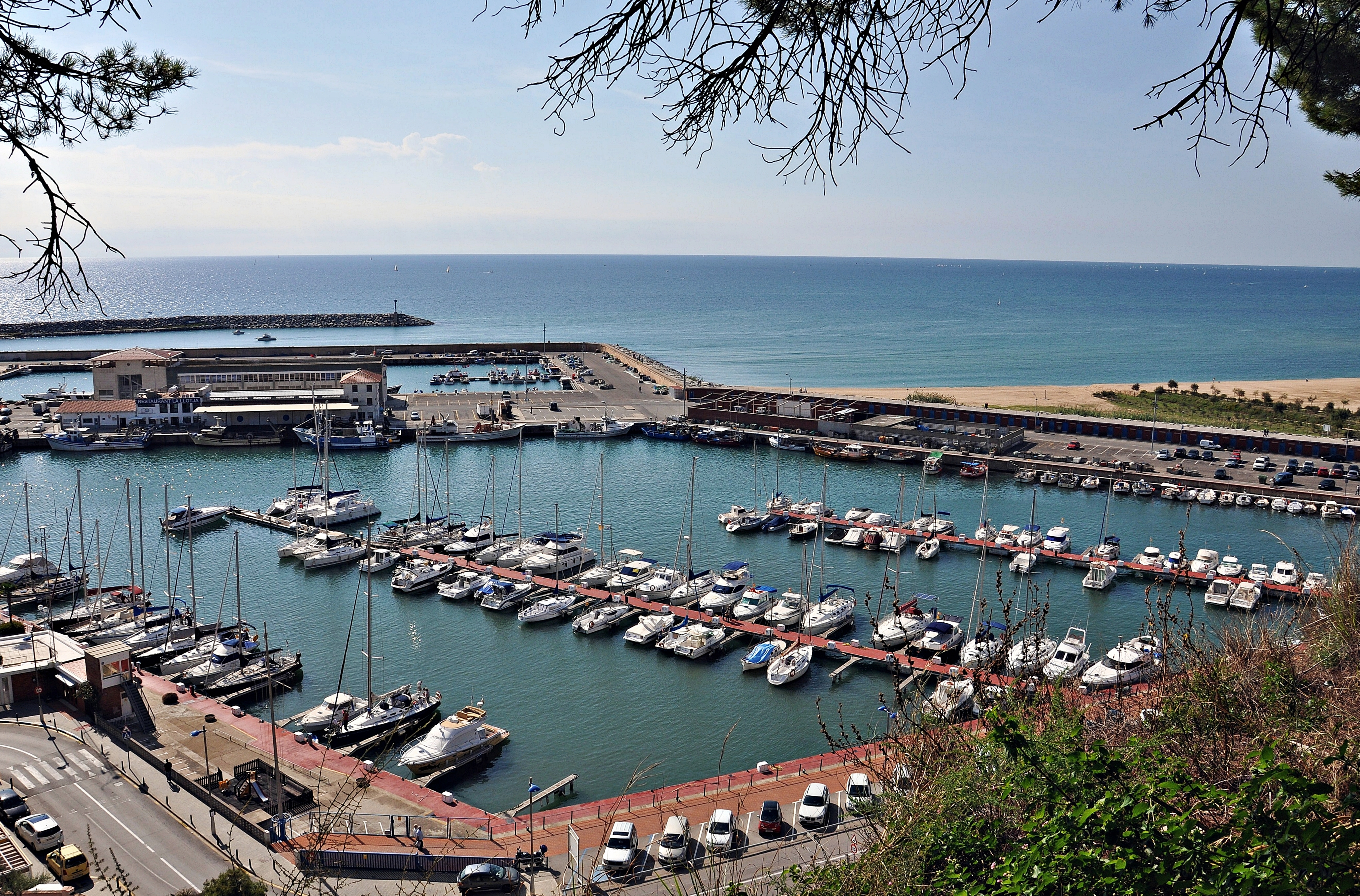
Vue partielle de la marina du CNAM

Ses installations se trouvent dans le Port de Arenys de Mar, où dispose d'une École de Voile et d'un "Centre d'Amélioration Sportive". Quelques équipages olympiques espagnols ont été membres de ce club.
Un des anciens présidents du CNAM a été Agustí Montal et Galobart, lequel a aussi été président du FC Barcelone entre 1946 et 1952.
Le CNAM organise périodiquement des championnats de la Catalogne, d'Espagne et même internationales de différentes classes de voile légère, spécialement en 420, Optimist et Laser. Il organise aussi des régates de croisière à niveau national comme le Championnat Interclubs Zone Centre, en février, et la Coupe de la RANC (Royale Association Nationale de Croisières) en octobre. Les flottes de voile légère et de croisière du CNAM sont présents dans les principaux événements sportifs de la Catalogne, de l'Espagne et de l'Europe.
Le 16 avril 2021, le Conseil d'administration du Club a accepté de transférer sa collection documentaire à la Generalitat de Catalunya pour conservation dans les Archives régionales du Maresme. Entre avril et juin, le transport et la destruction de la documentation ont été effectués, qui sont conservés et classés dans les installations des archives régionales du Maresme. Auparavant, José María Martínez-Hidalgo, qui était membre de plusieurs conseils d'administration de clubs, avait fait un don à la bibliothèque du CNAM de plusieurs centaines d'ouvrages de sa bibliothèque privée.

## Championnats organisés

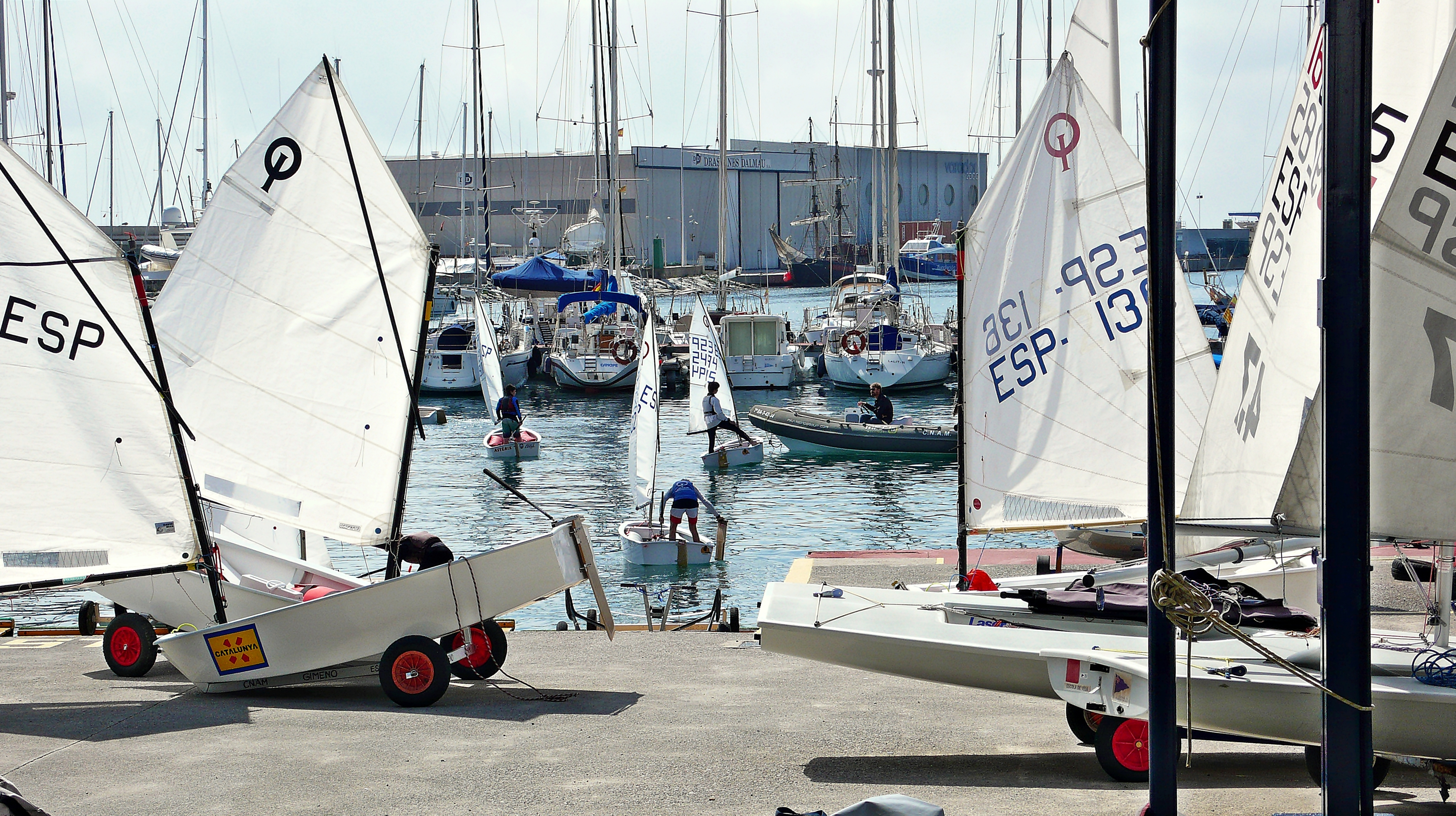
Sortie d'une régate d'Optimist du CNAM

Spécialement sous la présidence de Jacinto Ballester, le CNAM a organisé des événements sportifs de Catalogne, d'Espagne, d'Europe et aussi à niveau mondial, entre eux.
- 1970-1976: Christmas Race (Participation internationale)[4]
- 1970: Optimist World's championship[5].
- 1970: Championnat d'Espagne "Open" classe Flying Dutchman[6].
- 1970: Flying Dutchman European's championship[7],[8]
- 1972: Second Ladies European Sailing Championship
- Championnat d'Espagne classe Dragon
- Championnat d'Espagne classe Soling

### Personnalités y ayant participé
- Juan Carlos Ier de Bourbon
- Cristina de Bourbon
- Rodney Pattisson

## Mérites

### En Voile de Croisière

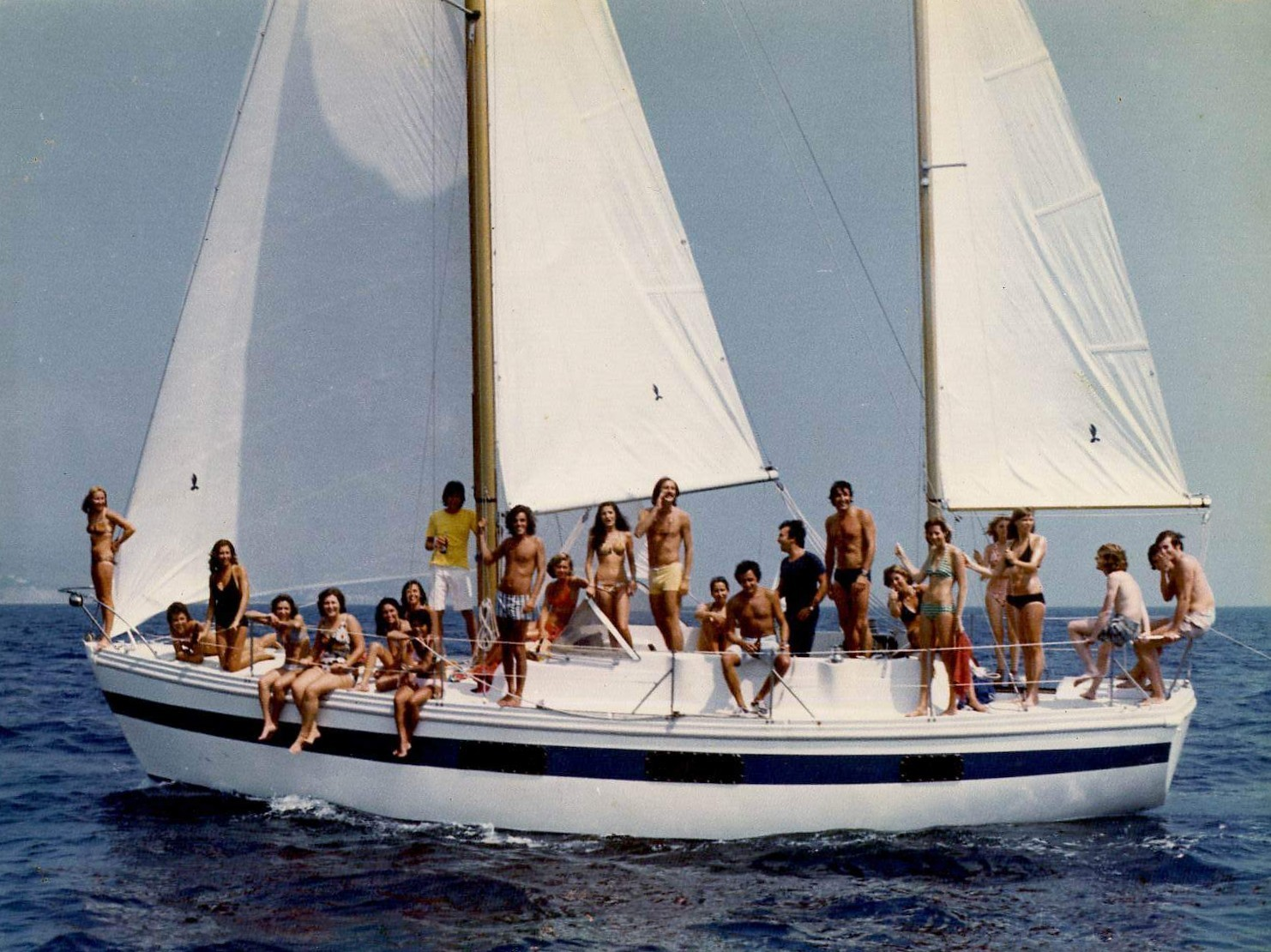
Coronado 35 naviguant "au long" avec un nombreux équipage la plupart membres du CNAM

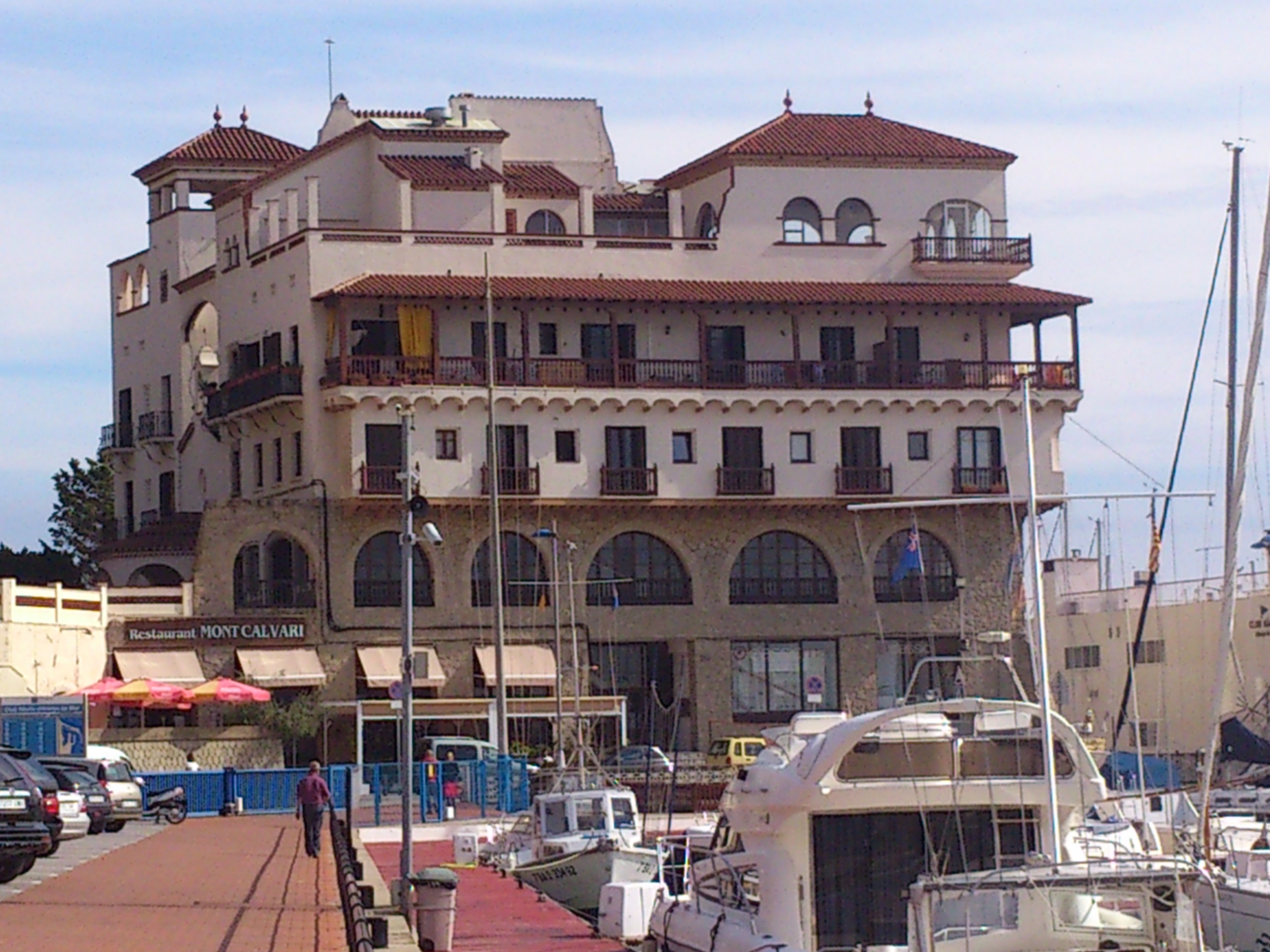
Vue partielle de la marina du CNAM

- Cinq Championnats de Catalogne de Croisières (1985, 1988, 1989, 2007, 2008).
- Trois Ligues Catalanes de Match-Race (2004, 2006, 2007).
- Cinq embarcations Championnes d'Espagne dans sa classe.

### En Voile Légère
- Cinq équipages Champions d'Espagne d'Optimist
- Un Championnat du Monde d'Optimist[9]
- Un Championnat du Monde d'Optimist -par équipes (1972)
- Un Championnat d'Espagne d'Optimist -par Autonomies (2008)
- Trois Championnats de Catalogne et d'Europe par équipes (1994, 1995, 1997)
- Un Championnat du European Master Championship[10] (2000)
- Un Championnat d'Espagne de Flying Dutchman (1972)
- Cinq Championnats d'Espagne de 420 (Masculin 1970, 1981, 1994 / Féminin 1994, 1998)
- Un Championnat du Monde de 420 -juvénile (1979)

### En Motonautique
- Un champion du monde de ski nautique (Víctor Palomo, 1969)
- Un champion d'Espagne de ski nautique (1975)
- Une équipe sept fois champion d'Espagne d'off-shore (1983, 1984, 1985, 1986, 1987, 1988, 1989)

### Autres prix
- Sept trophées "Vela d'Or" de la Fédération Catalane de Voile.
- Deux trophées  "Vela de Platí" de la Fédération Catalane de Voile.